# Knockin’ on Heaven’s Door
A Knockin' on Heaven's Door egy dal Bob Dylan 1973-as filmzene albumáról a Pat Garrett & Billy the Kid-ről. A dal a Billboard Hot 100 12. helyéig jutott. 2004-ben a 109. helyre került a Rolling Stone magazin Minden idők 500 legjobb dalának listáján.

## A dal szerkezete
A dal a haldoklás érzését írja le és egy olyan helyettes sheriff személyét, aki nem tudja tovább folytatni az életét.
A dal négy akkordból áll: G, D, Am7, és C. Sorrendben G-D-Am7-Am7 aztán G-D-C-C, majd ezek ismétlése.
Az évek során (és különféle feldolgozásokban) Dylan megváltoztatta a dalszöveget (ahogy más zenekarok is, akik feldolgozták a dalt), különböző verziók és koncertek alatt.

## Feldolgozások
Bár a "Knockin' on Heaven's Door"-t akusztikus dalként vették fel, a különféle zenekarok rengeteg stílusban feldolgozták, ezek közül a két leghíresebb a brit blues-rocker Eric Clapton és az amerikai hard-rock zenekar a Guns N’ Roses verziója lett.
A dalt Bob Dylan és a Grateful Dead adta elő a Dylan & The Dead turné kezdetén 1987 júliusában. Ezután a Grateful Dead (1987 augusztusa és 1994 júliusa között) időnként ezzel a dallal fejezte be koncertjét.
Ezen kívül rengeteg feldolgozás született, köztük olyan zenekaroktól és zenészektől, mint a U2, Avril Lavigne, Bob Marley, Herbert Grigor, The Animals, Wyclef Jean, Grateful Dead, Lynyrd Skynyrd, Mad Zize, Aerosmith, The Sisters of Mercy, Bryan Ferry, Meir Ariel, The Alarm, Dan Kleederman Television, Mark Knopfler, Bruce Springsteen, Michael Graham and Clayton Anderson, Heaven, The Lost Dogs, Mungo Jerry, The Tramp on Winchester High Street, Grzegorz Rasiak, Luciano, Jah Cza, Randy Crawford, Babyface, Beau Jocques, Chaozz, Roger McGuinn, Cold Chisel, Zé Ramalho, Sandy Denny, Antony and the Johnsons, Warren Zevon (ez a verzió két héttel a halála előtt jelent meg), Roger Waters, Herman Brood, Nazareth, Angela Aki és Tomoya Nagase. Duett formában a dél-afrikai zenekar a Ladysmith Black Mambazo, az amerikai country énekes Dolly Parton, és a Red Army Chorus and Ensemble adta elő a Leningrad Cowboys-al. Született egy újabb verzió is Jane Gurney, Geoff C és Robert Staff háttérénekesek előadásában. Ezt a verziót Ruth Lorenzo is előadta a The X Factor című tehetségkutató műsorban.
Az angol énekesnő Gabrielle "Rise" című dala voltaképp nem feldolgozás, csak a zenei alapokat használták fel hozzá.

### Eric Clapton változata
Eric Clapton 1975 júniusában vette fel a dalt, azon év folyamán ki is adta, két évvel Dylan verziója után. Az élő felvétel megtalálható Clapton 1986-os lemezén a Crossroads 2: Live in the Seventies-en, amit Clapton 1977 áprilisában adott elő. A dal teljes hosszúságában csak az 1982-es Time Pieces: The Best of Eric Clapton válogatáson jelent meg. 1989-ben Clapton David Sanborn-al és Randy Crawford háttérénekessel újra felvették a dalt a Halálos fegyver 2. filmzenéjére.

### Az Alarm változata
Az Alarm zenekar rendszeresen előadta a dalt a koncertjeiken. Amikor a U2 War Turnéján vendégszerepeltek Bono felkérte az Alarm frontemberét Mike Peters-t a színpadra, majd ketten együtt elénekelték a dalt. Hasonló eset volt, mikor az Alarm Bob Dylan-el turnézott, ott Dylan felszólította az egész zenekart a színpadra, egy közös előadás erejéig.

### A Guns N' Roses változata
1987-ben a Guns N’ Roses elkezdte játszani a dalt a fellépéseiken. A stúdióverziót 1990-ben vették fel a Mint a villám filmzenéjére, majd 1991-ben felkerült a Guns N' Roses Use Your Illusion II albumára. Ez lett a zenekar negyedik kislemeze az albumról, az UK singles listán a 2. helyig jutott. 1992-ben a Freddie Mercury-emlékkoncerten is előadták, ez a verzió a kislemez B-oldalára került fel, majd szerepelt a Live Era: ’87–’93 1999-ben megjelent albumon is.

### A dunblane-i változat
1996-ban Bob Dylan beleegyezésével Ted Christopher zenész egy új változatot írt a "Knockin' on Heaven's Door" dalra, azon iskolások és tanárok emlékére, akiket megöltek a dunblane-i mészárlásban. A dal a refrénjében az áldozatok testvérei énekelnek, Mark Knopfler pedig gitáron játszik. A dal december 9-én jelent meg az Egyesült Királyságban és az első helyig jutott a ranglistákon. A bevétel egy jótékonysági intézetnek ajánlották fel.

### Avril Lavigne változata
Lavigne 2003. január 23-tól, 2003. június 4-ig adta elő a dalt, különböző rádiós és tévés meghívások során. Később a dalból videóklipet is forgattak. Később a Try To Shut Me Up Turné állomásain adta elő a dalt.

## Megjelenése filmekben
| Film/TV műsor                                               | Év   | Előadó                                        |
| ----------------------------------------------------------- | ---- | --------------------------------------------- |
| Pat Garrett és Billy, a kölyök                              | 1973 | Bob Dylan                                     |
| Renaldo & Clara                                             | 1978 | Bob Dylan és Roger McGuinn                    |
| Halálos fegyver 2.                                          | 1989 | Randy Crawford, Eric Clapton és David Sanborn |
| Mint a villám                                               | 1990 | Guns N’ Roses                                 |
| Drog (Rush)                                                 | 1991 | Bob Dylan                                     |
| Gyepkutyák                                                  | 1997 | Bob Dylan                                     |
| The Dybbuk of the Holy Apple Field                          | 1997 | Roger Waters                                  |
| A mennyország kapujában                                     | 1997 | Selig                                         |
| A szerelem kísértete                                        | 2004 | Youme                                         |
| Csak lazán!                                                 | 2005 | Bob Dylan                                     |
| Las Vegas (45. epizód, "Letters, Lawyers and Loose Women")  | 2005 | Bob Dylan                                     |
| Sírhant művek (60. epizód, "All Alone")                     | 2005 | Bob Dylan                                     |
| Vészhelyzet (260. epizód, "Darfur" (Carter doktor tévedése) | 2006 | Scoob Serious                                 |
| Salvador                                                    | 2006 | Bob Dylan                                     |
| I'm Not There - Bob Dylan életei                            | 2007 | Antony & the Johnsons                         |
| Odaát (35. epizód, "Houses of the Holy")                    | 2007 | Bob Dylan                                     |
| Hármastársak (2-08. epizód, "Kingdom Come")                 | 2007 | Bob Dylan                                     |
| A nevem Earl                                                | 2008 | Bob Dylan                                     |
| Come Dio Comanda                                            | 2008 | Antony & the Johnsons                         |
| Heaven's Door                                               | 2009 | Angela Aki                                    |

## Külső hivatkozások
- A feldolgozások listája Archiválva 2018. június 14-i dátummal a Wayback Machine-ben
- Dalszöveg